# Treinongeval bij Barendrecht
Bij een treinbotsing tussen twee goederentreinen  onder het viaduct van de A15 in Barendrecht-Noord vond op 24 september 2009  een van de machinisten de dood.
De treinen, van DB Schenker Rail en ERS Railways, kwamen met elkaar in botsing op het baanvak Rotterdam – Dordrecht. Een van de treinen bestond uit tankwagons met aardoliederivaten, de andere was geladen met containers. Een juist passerende reizigerstrein kon door hard remmen net op tijd stoppen maar raakte nog wel een brokstuk.

## Gebeurtenissen

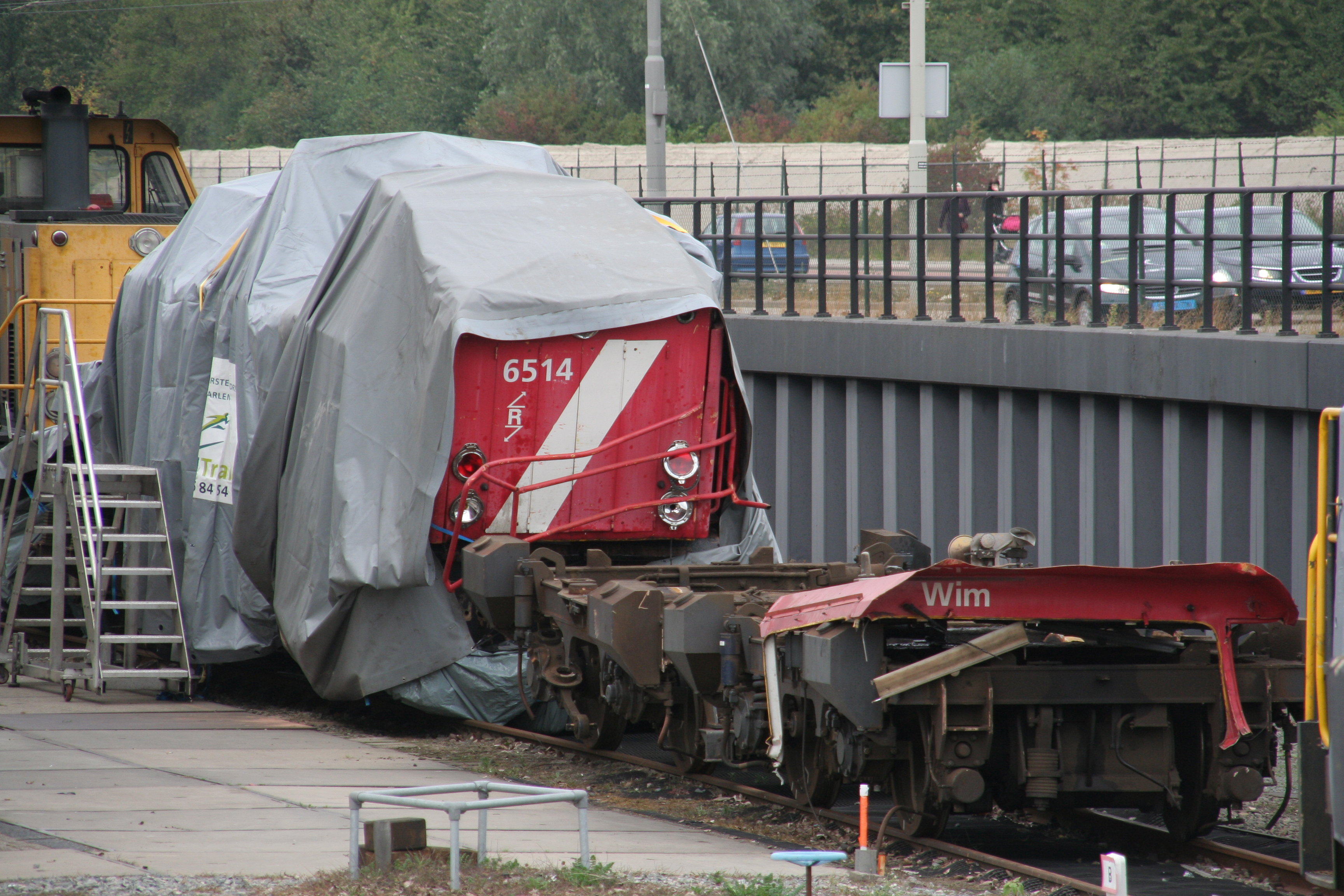
Restanten van loc 6514 op het terrein van de werkplaats in Rotterdam-Zuid.

De locomotieven, de 6415 ('Rens') en 6514 ('Wim') en de 6616 (ERS), botsten frontaal tegen elkaar en werden geheel in elkaar gedrukt. Beide machinisten raakten bekneld, één raakte daarbij zwaargewond, de ander werd gedood. Het ongeval veroorzaakte ook een grote ravage. Van de containertrein ontspoorden diverse wagons, waarbij containers naast het spoor raakten. De keteltrein had minder schade, daardoor ontstond er geen brand in de brandgevaarlijke lading.
De machinist van een juist passerende Beneluxtrein op weg naar Brussel zag veel vonken bij het spoor en kon door een noodremming voorkomen dat deze met volle snelheid op brokstukken in reed, waardoor nog grotere schade werd voorkomen. Hierdoor bleef de schade en het aantal (licht) gewonden beperkt. Op het daarnaast gelegen spoor bevond zich nog een stoptrein van het type DD-AR.

## Nasleep

### Stremming
Het spoorwegverkeer tussen Rotterdam en Dordrecht raakte gestremd, ook het verkeer op de A15 moest enige uren worden afgesloten, totdat zeker was dat het viaduct niet beschadigd was (getuigen hadden gezien dat het viaduct enkele centimeters omhoog was gekomen) en er geen brandgevaar was. De dag na het ongeval konden ter plaatse van het ongeval weer twee van de vier reizigerssporen worden gebruikt waarop een beperkte dienst werd uitgevoerd. Het goederenverkeer tussen Barendrecht Vork en Rangeerterrein Kijfhoek werd geheel gestremd. Alleen via een omweg via IJsselmonde en Rotterdam - Utrecht - 's-Hertogenbosch kon een deel van het goederenverkeer nog doorgang vinden. De kwetsbaarheid van de spoorverbinding met de haven van Rotterdam bleek duidelijk.

### Berging
Het opruimen van de ravage kostte enige dagen. Nadat de ketelwagens waren leeggepompt en afgevoerd, konden de wrakstukken van de locomotieven worden opgeruimd. Omdat deze zich onder het viaduct bevonden konden geen kranen worden ingezet. Daarom werden op 26 september twee Leopard-tanks van Defensie voor bergingsdoeleinden ingezet om de vernielde locomotieven uit elkaar te trekken. Herstel van de schade aan de infrastructuur werd ruim een week na het ongeval afgerond.
Uit het conceptrapport van de Onderzoeksraad voor Veiligheid blijkt dat de machinist van een van de goederentreinen hartproblemen had. Bij zijn laatste keuring was daarvan een symptoom ontdekt, maar hij was niet nader onderzocht. Tijdens de rit was hij onwel geworden en de trein had al twee noodstops gemaakt, maar de verkeersleiding had dat niet opgemerkt. Uiteindelijk raakte de machinist waarschijnlijk buiten bewustzijn, reed zijn trein door een Stoptonend sein (STS) en kwam in de rijweg van de ERS-trein, welke een groen sein had bij de aansluiting Barendrecht, wat leidde tot de frontale botsing.